# 2026 Cottrell
2026 Cottrell eller 1955 FF är en asteroid i huvudbältet, som upptäcktes 30 mars 1955 av Indiana Asteroid Program vid Indiana University Bloomington med Goethe Link Observatory. Asteroiden har fått sitt namn efter den amerikanske kemisten Frederick Gardner Cottrell.
Asteroiden har en diameter på ungefär 14 kilometer och den tillhör asteroidgruppen Nysa.